# Tupí-Guaraní
Tupí-Guaraní, porodica indijanskih jezika i plemena koja čini dio Velike porodice Tupian. Porodica Tupi-Guarani raspršena je po velikim predjelima Brazila i na jug do Paragvaja, Argentine i Bolivije, i sastoji se od skupina: Guarani, Guarayu-Siriono-Jora, Tupí, Tenetehara, Kayabi-Arawete, Kawahíb, Kamayura, Pauserna,  i Oyampi. Glavni jezici su tupi i guarani. Guarani se danas govori u Paragvaju, gdje je i službeni jezik, a osim Indijanaca govore ga i ostali Paragvajci. Jezik tupi je još prvi misionar u području Xingua, Luiz Figueira, nazvao  'lingua geral' . Autor je klasične Arte da Lingua Brasilica, prvi puta izdana 1621. u Lisabonu. 
Skupine Tupi-Guarani porodice u literaturi nalazimo i označene rednim brojevima:
Guarani (I).
Guarayu-Siriono-Jora (II).
Tupi (III).
Tenetehara (IV).
Kayabi-Arawete (V).
Kawahib (VI).
Kamayura (VII).
Oyampi (VIII).

## Vanjske poveznice
- Ethnologue (14th)
- Ethnologue (15th)
- Alain Fabre  Arhivirana inačica izvorne stranice od 24. studenoga 2011. (Wayback Machine)